# مسرت نذیر
مسرت نذیر (اردو: مسرت نذیر؛ زادهٔ ۱۳ اکتبر ۱۹۴۰) خواننده و بازیگر زن اهل پاکستان است. وی از سال ۱۹۵۵ میلادی تاکنون مشغول فعالیت بوده‌است.
وی همچنین برندهٔ جوایزی همچون جایزه نگار شده‌است.